# Liberali Indipendenti
I Liberali Indipendenti (in ebraico: ליברלים עצמאיים, Libralim Atzma'im) furono un partito politico israeliano attivo tra gli anni '60 e '80.

## Storia
Il partito dei Liberali Indipendenti si è formato durante la quinta legislatura della Knesset all'indomani della fusione del Partito Liberale e di Herut. Sette dei 17 parlamentari del Partito Liberale guidati dall'ex ministro della Giustizia, Pinhas Rosen, non erano d'accordo con la fusione e fondarono un nuovo partito in risposta. Quasi tutti i dissidenti erano ex membri del Partito Progressista, che si era unito ai Sionisti Generali per creare il Partito Liberale durante la quarta Knesset, e includeva anche Rachel Cohen-Kagan, precedentemente deputato per WIZO.
Il partito ha convenuto di condividere la partecipazione israeliana all'Internazionale Liberale equamente con il Partito Liberale.
Nel loro primo test elettorale, le elezioni del 1965, i Liberali Indipendenti ottennero 5 seggi e si unirono ai governi di coalizione di Eshkol e Golda Meir, con Moshe Kol nominato Ministro del Turismo e Ministro dello Sviluppo. Durante la sesta legislatura della Knesset persero un esponente quando Yizhar Harari lasciò il partito per unirsi all'Allineamento.
Alle elezioni del 1969 il partito ottenne quattro seggi e fu nuovamente incluso nel governo di coalizione di Meir. Kol ha mantenuto il suo incarico di Ministro del Turismo. Il partito vinse anche quattro seggi alle elezioni del 1973 e fu incluso in entrambi i governi di coalizione di Meir e Yitzhak Rabin. Kol ha nuovamente ricoperto la carica di Ministro del Turismo e Gideon Hausner è stato nominato Ministro senza portafoglio. Tuttavia, persero un altro esponente quando Hillel Seidel disertò contro Likud.
Le elezioni del 1977 hanno visto il partito ottenere solo un seggio, varcando a malapena la soglia elettorale dell'1% (ricevendo l'1,3% dei voti). Il partito fu anche escluso dalla coalizione di destra di Menachem Begin. Le elezioni del 1981 hanno visto il partito non superare la soglia elettorale e scomparire dalla Knesset. Per le elezioni del 1984, il partito è stato attivo come una fazione dell'Allineamento, con il suo leader Yitzhak Artzi al 44º posto nella coalizione dell'Allineamento.
Il 15 marzo 1988, verso la fine dell'undicesima legislatura della Knesset, Artzi lasciò l'Allineamento e si unì al gruppo parlamentare di Shinui. Alle elezioni del 1988, i Liberali Indipendenti parteciparono al Movimento Centro-Shinui con Shinui e il Movimento di Centro, ma la lista combinata ottenne solo due seggi e nessuno era riservato ai membri dei Liberali Indipendenti. I Liberali Indipendenti si sono fusi con il Partito Laburista nel 1992.